# Fundamentalizm religijny
Fundamentalizm religijny – rygorystyczne przestrzeganie zasad i norm wyznaczonych przez doktrynę religijną, połączone często z narzucaniem tych zasad innym członkom społeczności niekoniecznie wyznającym tę samą religię lub przymusowym prozelityzmem.
Fundamentalizm dotykał i dotyka wszystkie istniejące religie, a zwłaszcza te o spisanej lub skodyfikowanej tradycji (religie księgi). Choć w ostatnich czasach najbardziej widoczny stał się fundamentalizm ze świata muzułmańskiego, to nie pozbawione takich grup są także inne wielkie religie, jak chrześcijaństwo, hinduizm – czy mniejsze, jak judaizm i shintō. W przypadku dwóch czy też trzech ostatnich fundamentalizm religijny jest najczęściej powiązany także z polityczną ideologią nacjonalizmu, jako że są to de facto religie narodowe.
Źródeł fundamentalizmu religijnego można upatrywać w procesach modernizacyjnych właściwych nowoczesności, prowadzących do relatywizacji wszelkich wizji świata (teza rozwinięta na gruncie polskim w książce D. Motak „Nowoczesność i fundamentalizm. Ruchy antymodernistyczne w chrześcijaństwie”, Kraków 2002). W sytuacji kiedy wartości moralne i fundamentalne doktryny ulegają degradacji, pojawia się potrzeba ich umacniania i powrotu do prawd fundamentalnych, których strzeżenie nakazują pisma. Fundamentalizm religijny dotyczy przede wszystkim dbałości o przestrzeganie niezmiennych i wiecznych doktryn wiary. Warto zaznaczyć, że prawdy te jednak ewoluują i na tle historii dopełniane są przez kolejne pokolenia.

## Chrześcijaństwo
Jedne z najliczniejszych i najsilniejszych chrześcijańskich środowisk fundamentalistycznych skupiają się obecnie w Stanach Zjednoczonych. Pokrewieństwo z chrześcijańskimi ideami fundamentalistycznymi wykazuje także podziemie antyaborcyjne – grupy walczące z klinikami aborcyjnymi poprzez wandalizmy, zamachy bombowe i morderstwa lekarzy dokonujących aborcje.
Oprócz USA chrześcijańskie środowiska fundamentalistyczne znajdują się m.in. w Indiach (National Liberation Front of Tripura) czy Ugandzie (Armia Bożego Oporu; obecnie funkcjonuje jedynie w Demokratycznej Republice Konga, wcześniej oprócz Ugandy także w południowym Sudanie i Republice Środkowoafrykańskiej).
W swym całościowym ujęciu fundamentalizm chrześcijański jest niejednorodny, co wynika z rozlicznych podziałów w obrębie samego chrześcijaństwa. Pojęcie to łączy tak odległe i wrogie kierunki, jak protestanccy fundamentaliści ze środkowego Zachodu USA oraz tradycjonaliści katoliccy francuskiego arcybiskupa Lefebvre.

## Hinduizm
Silne wpływy polityczne poprzez partię nacjonalistyczną ma także fundamentalizm hinduski. W Ajodhji (Indie) w 1992 ruch hinduistyczych fundamentalistów w wyniku masowych demonstracji doprowadził do zburzenia meczetu Babri Masdżid zbudowanego w XVI wieku przez pierwszego z władców Wielkich Mogołów Babura – rzekomo stojącego na miejscu świątyni boga Ramy. Na tle sporów z muzułmańskim Pakistanem niejednokrotnie dochodzi także w Indiach do pogromów muzułmanów, a także Sikhów, którym fundamentaliści nie mogą wybaczyć dążenia do utworzenia Chalistanu. Na tle religijnym dochodzi także do licznych pogromów chrześcijan. Fundamentaliści hinduistyczni uważają, że zarówno muzułmanie, jak i chrześcijanie stanowią obcy element napływowy. Pierwsi mieli opanować Indie wraz z dynastią Wielkich Mogołów, drudzy za sprawą Brytyjczyków w czasie ich obecności na Półwyspie Indyjskim.

## Islam
Wśród wyznawców islamu pojawiło się wiele ruchów, które głosiły powrót do pierwotnych zasad poprzez podporządkowanie życia społecznego i politycznego prawom Bożym (szariat) zawartym w Koranie i hadisach. Źródeł fundamentalizmu islamskiego można doszukiwać się w rosnącym niezadowoleniu muzułmanów rządzonych przez władze kolonialne oraz w sprzeciwie wobec sekularyzacji, niezależnych już, państw muzułmańskich i ich modernizacji na wzór zachodni.

## Judaizm
Wśród drobnych, judaistycznych partii religijnych zasiadających w Knessecie znajdują się ugrupowania sprzeciwiające się – paradoksalnie – istnieniu samego Państwa Izrael, postrzeganemu jako twór ludzki i świecki w przeciwieństwie do właściwego Izraela, który ma być dziełem mesjasza. Grupy te nie akceptują zwrotu Palestyńczykom czy sąsiadom Izraela żadnych z ziem okupowanych – uznając je za część świętej ziemi narodu izraelskiego przekazanej mu przez Boga. W wyniku chwiejnej większości w parlamencie członkowie tych ugrupowań dosyć często w stosunku do uzyskiwanego poparcia wyborczego biorą udział w rządach. Ze środowiska judaistycznych fundamentalistów wywodził się m.in. zabójca dążącego do pokoju z Palestyńczykami izraelskiego premiera Icchaka Rabina.